# Аселль, Марко
Марко Аселль (фин. Marko Tapio Asell; род. 8 мая 1970, Юлёярви, Хяме) — финский борец греко-римского стиля, призёр чемпионата Европы, серебряный призёр летних Олимпийских игр 1996 года в Атланте, участник двух Олимпиад.

## Карьера
Выступал в полусредней (до 74 кг), средней (до 82 кг) и полутяжёлой (до 85 кг) весовых категориях. Победитель чемпионатов северных стран 1989 и 1990 годов. Бронзовый призёр Балтийских игр 1993 года в Таллине. Серебряный призёр чемпионата Европы 1997 года в Коуволе.
На летних Олимпийских играх 1996 года в Атланте Аселль выступал в полусреднем весе (до 74 кг). Он победил болгарина Стояна Стоянова, японца Такамицу Катаяма, представителя Украины Артура Дзихасова. В финальной схватке финн уступил кубинцу Филиберто Аскую и завоевал олимпийское серебро.
На следующих Олимпийских играх в Сиднее Ассель выступал в полутяжёлом весе (до 85 кг). На предварительной стадии соревнований он проиграл немцу Томасу Цандеру, турку Хамзе Ерликая и выбыл из борьбы, оказавшись в итоговом протоколе на 17-м месте.